# Sieghard Rost
Sieghard Rost (* 7. November 1921 in Woldisch-Tychow; † 25. April 2017 in Nürnberg) war ein deutscher Politiker (CSU).
Nach dem Abitur am Gymnasium Köslin beantragte Rost am 19. Mai 1939 die Aufnahme in die NSDAP und wurde zum 1. September desselben Jahres aufgenommen (Mitgliedsnummer 7.157.295). Er war Soldat im Zweiten Weltkrieg und saß in Kriegsgefangenschaft. 1945 wurde er Bauhilfsarbeiter in Nürnberg. Er studierte Philologie in Erlangen mit Promotion und war danach im Schuldienst an Gymnasien in Fürth, Hersbruck und Nürnberg tätig, zuletzt als Oberstudiendirektor am Gymnasium Weißenburg und am Willstätter-Gymnasium Nürnberg.
Rost war Mitglied des Stadtrats in Nürnberg, stellvertretender Vorsitzender des CSU-Bezirksverbands Nürnberg-Fürth und Landesvorsitzender der Union der Vertriebenen in der CSU; bei letzterer war er bis zu seinem Tod Ehrenvorsitzender. Von 1970 bis 1990 war er Abgeordneter des Bayerischen Landtags, ab 1974 für den Stimmkreis Nürnberg-Ost. Dort war er Sprecher der CSU-Fraktion für Deutschland- und Vertriebenenpolitik. Ferner war er Mitglied des Rundfunkrats des BR und ab 1972 im Präsidium des Hauses des Deutschen Ostens.

## Auszeichnungen
- Bundesverdienstkreuz am Bande 1984
- Großes Verdienstkreuz des Verdienstordens der Bundesrepublik Deutschland
- Bayerischer Verdienstorden
- Bürgermedaille der Stadt Nürnberg 2002
- Ehrenmitglied der Freunde und Förderer der Nürnberger Symphoniker e. V.
- Bayerische Staatsmedaille für soziale Verdienste 1988

## Belege
1. ↑  Trauer um Sieghard Rost, Bayernkurier vom 28. April 2017.
2. ↑  Bundesarchiv R 9361-VIII KARTEI/17480405
3. ↑  Helmut Gewalt: Bayerische Landtagsabgeordnete, ehemalige NSDAP- und Gliederungsangehörige online

| Personendaten    | Personendaten                  |
| ---------------- | ------------------------------ |
| NAME             | Rost, Sieghard                 |
| KURZBESCHREIBUNG | deutscher Politiker (CSU), MdL |
| GEBURTSDATUM     | 7. November 1921               |
| GEBURTSORT       | Woldisch-Tychow                |
| STERBEDATUM      | 25. April 2017                 |
| STERBEORT        | Nürnberg                       |